# Condylostylus uniseriatus
Condylostylus uniseriatus är en tvåvingeart som beskrevs av Becker 1922. Condylostylus uniseriatus ingår i släktet Condylostylus och familjen styltflugor. Inga underarter finns listade i Catalogue of Life.